# Lokal samorganisation
Lokal samorganisation, LS, är benämningen på en syndikalistisk branschöverskridande facklig lokal organisation. De flesta LS i Sverige har valt att vara lokalavdelningar av Sveriges Arbetares Centralorganisation (SAC), men det finns också LS som inte tillhör SAC. 

## Organisation
Det är genom en lokal samorganisation som enskilda personer blir medlemmar i SAC. LS har ett betydande oberoende varför verksamheterna kan variera stort mellan samorganisationer.
Till SAC finns det cirka 30 LS anslutna. Flera LS i ett geografiskt område bildar distrikt där de samarbetar med agitation och utbildning. Det är LS:en i varje distrikt som bestämmer vad distrikten skall syssla med. Flera LS står idag utanför SAC, där en del står helt fria, medan andra samverkar i nätverk, som Nätverket Fria Syndikalister.  

## LS anslutna till SAC
| - Arjeplogs LS - Arvidsjaurs LS - Bergslagens LS - Borlänge LS - Enköpings-Heby LS - Fruviks LS - Gotlands LS - Gävle LS - Göteborgs LS | - Hedemora LS - Hedesunda LS - Hudiksvalls LS - Jönköpings LS - Karlstads LS - Luleå LS - Malmö LS - Norrköpings LS - Nyköpings LS | - Sandvikens LS - Stockholms LS - Sundsvalls LS - Trestads LS - Umeå LS - Uppsala LS - Västerås LS - Åkersberga LS - Älvdalsbygdens LS |

## LS anslutna till Nätverket Fria Syndikalister
- Huddinge LS
- Örestads LS
- Slottsskogens LS
- Tanums LS
- Norra Smålands LS
- Söder om Åsens LS

|  |